# Curtara crux
Curtara crux är en insektsart som beskrevs av Delong 1980. Curtara crux ingår i släktet Curtara och familjen dvärgstritar. Inga underarter finns listade i Catalogue of Life.